# Гурбинський заказник
Гу́рбинський заказник — гідрологічний заказник місцевого значення в Україні. Розташований у межах Лубенського району Полтавської області, на північ від села Гурбинці.
Площа 400 га. Статус присвоєно згідно з рішенням облвиконкому від 17.04.1992 року № 74. Перебуває у віданні: Давидівська сільська рада.
Статус присвоєно для збереження водно-болотних угідь на лівобережній заплаві річки Удай. Місце гніздування та відпочинку під час міграцій біляводних і водоплавних птахів.

## Галерея

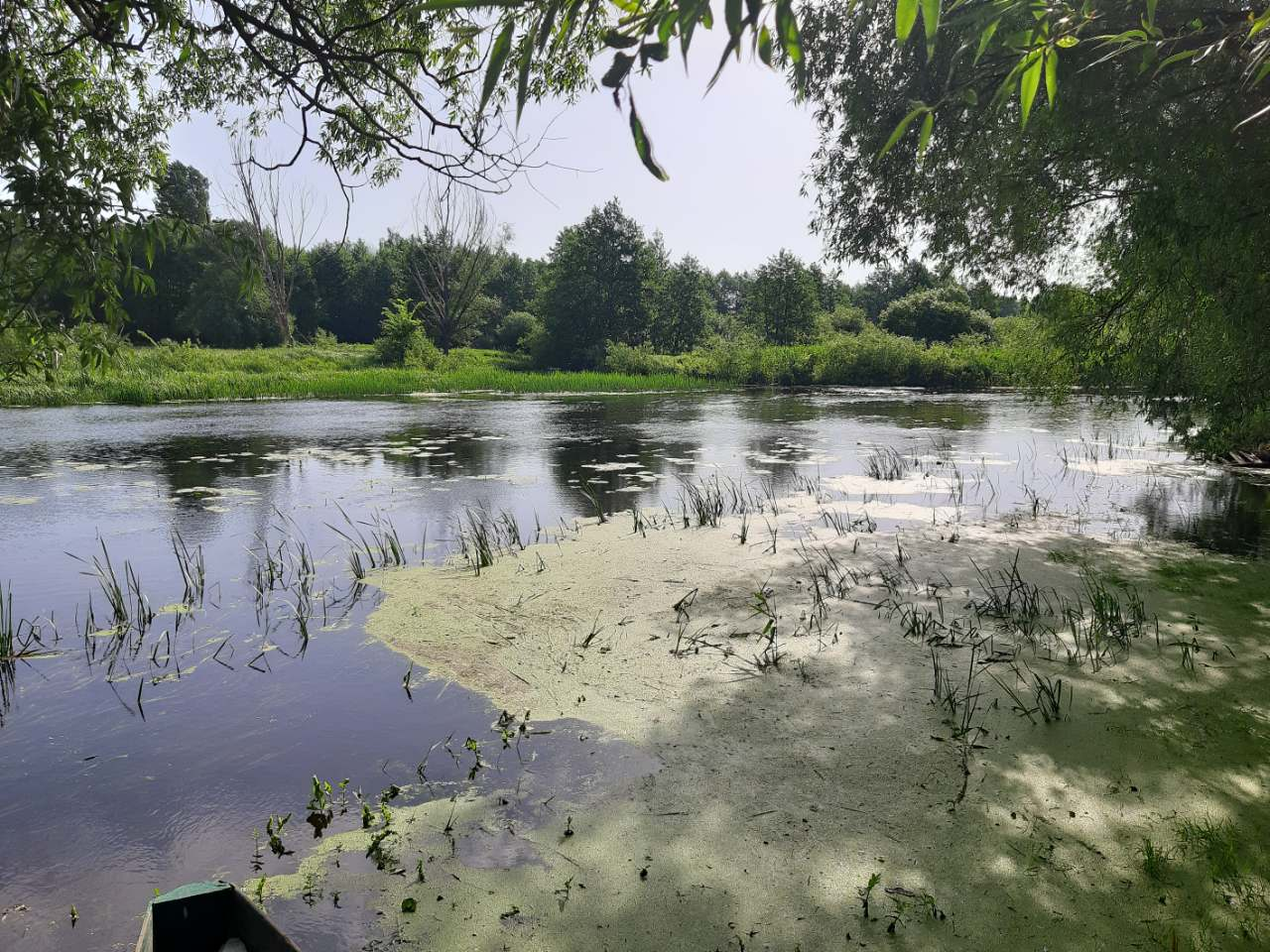
Гурбинський заказник, 2019 рік
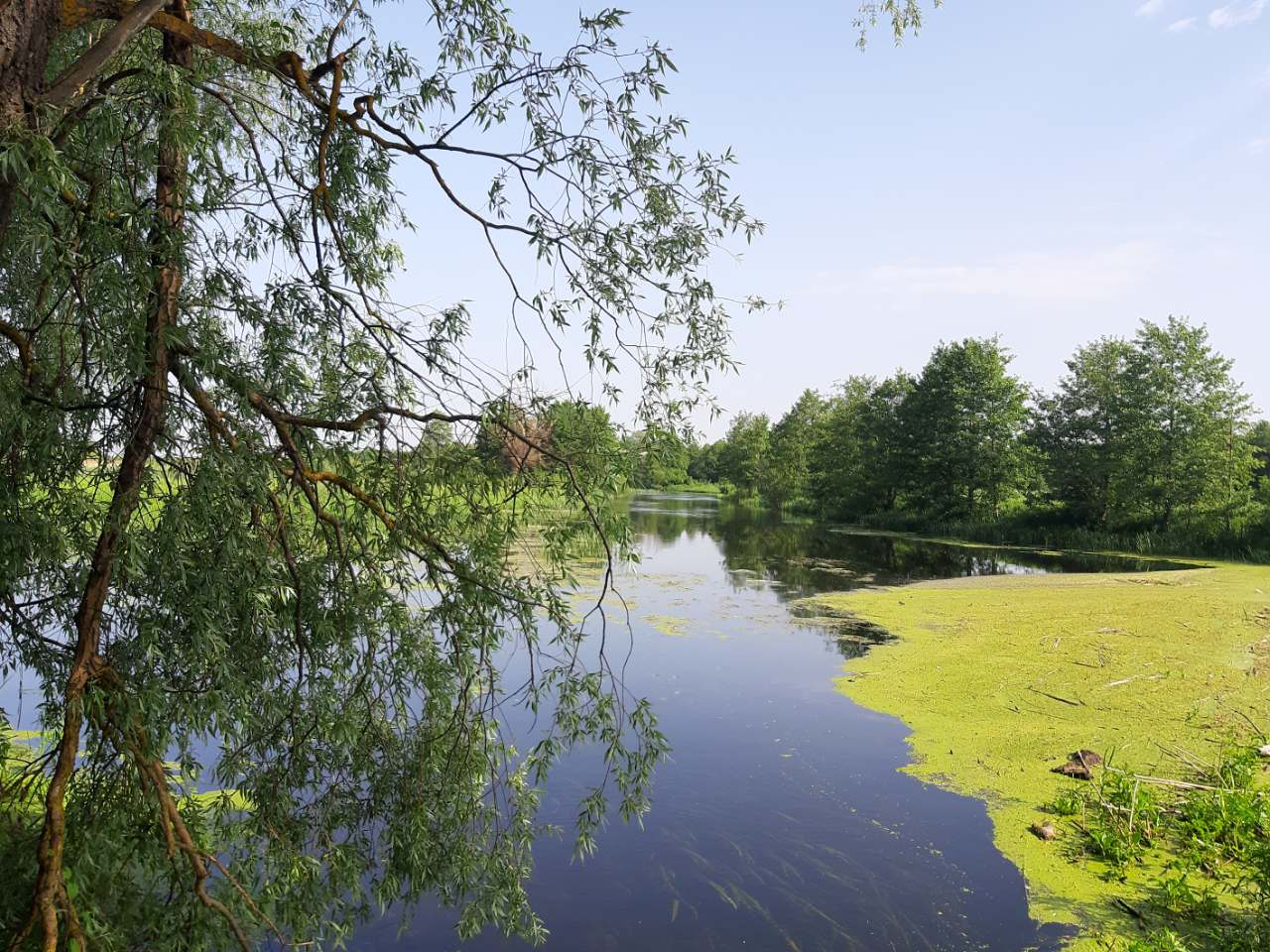
Гурбинці. Гідрологічний заказник